# 이윤율의 경향적 저하 법칙
이윤율의 경향적 저하 법칙(Tendency of the rate of profit to fall)은 이윤율이 장기적으로 점차 저하한다는 설이다. 데이비드 리카도 등이 주창했으며, 카를 마르크스의 것이 가장 유명하다.

## 공식
마르크스 경제학에 따르면, 연간 이윤율(r)은 전체 자본(불변자본(C)+가변자본(V)) 투자액 중, 잉여가치액(S)이 차지하는 비율이다. 즉, 이는
{\displaystyle r={\frac {S}{C+V}}} 로 표시된다. 각 변을 V로 나누면,
{\displaystyle r={\frac {S/V}{1+C/V}}} 이 된다. 여기서 S/V는 잉여가치율, C/V는 자본의 유기적 구성을 의미한다.
잉여가치율이 일정하다고 가정하면, 사회가 발전함에 따라 불변자본 투하량이 증가(유기적 구성의 고도화)하면서, 이윤율은 점차 하락하게 될 것이다.

## 상쇄 경향
마르크스는 이 법칙은 경향적으로는 성립하지만 어느 시기, 어느 장소에서는 그를 방해하는 제요인이 있다고 하였다. 그것은
1. 노동 착취도의 증대에 따라서 잉여가치율의 증대
2. 노동력의 가치 이하로 떨어지는 임금의 저하
3. 불변자본의 제요소의 저렴화
4. 외국 무역에 따른 값싼 소비재의 수입

등이다. 이러한 여러 요인으로써 가끔 저해를 당하면서도 결국에 가서 이윤율은 저하해 가기 때문에 공황은 점차로 심각해지며 불경기는 심해지고 길게 계속한다고 설명한다. 다시 말하여 공황의 발생(실현) 그 자체를 설명하는 것은 아니나 이윤율이 저하해 가는 결과, 공황이 발생하기 쉽고 앞서의 것과 비교하여 다음의 공황이 보다 심각해지기 쉽게 된다는 가능성을 설명하고 있다.

## 법칙 내적 모순의 전개
앞서 제시되었듯, 이윤율 저하 경향 법칙은 공황의 실현 그 자체를 설명하는 것은 아니다. 그러나 마르크스의 《자본론》 제 3권 15장에서는 이윤율 저하 경향과 그 상쇄 경향이 충돌하는 특수한 상황에 대한 분석을 통해 현실적 공황의 발생을 설명하려는 노력이 보인다. 벤 파인과 같은 경제학자는 이 부분을 공황론 재구성의 핵심에 두기도 한다.

## 같이 보기
- 위기론
- 금융위기
- 내부수익률